# Moenkopi
Moenkopi (hopi: Mùnqapi, navaho Oozéí Hayázhí) és una concentració de població designada pel cens dels Estats Units a l'estat d'Arizona. Segons el cens del 2000 tenia 901 habitants.
És una comunitat d'ètnia hopi fundada en 1870 com a àrea agrícola estival per habitants de la vila Third Mesa d'Oraibi. Es troba a 64 kilòmetres a l'oest de Third Mesa i es divideix entre les viles d'Upper Moenkopi i Lower Moenkopi. Forma part d'un exclavament de 250,306 kilòmetres quadrats de la reserva Hopi i està envoltada pel territori de la Nació Navajo.

## Demografia
Segons el cens del 2000, Moenkopi tenia 901 habitants, 242 habitatges, i 202 famílies La densitat de població era de 217,4 habitants/km². La distribució per races era 96,67%  amerindis i 1,44% blancs. Els hispànics de qualsevol raça eren el 0,78% de la població.
Dels 242 habitatges en un 36,8% hi vivien nens de menys de 18 anys, en un 46,7% hi vivien parelles casades, en un 28,9% dones solteres, i en un 16,5% no eren unitats familiars. En el 14% dels habitatges hi vivien persones soles el 5,8% de les quals corresponia a persones de 65 anys o més que vivien soles. El nombre mitjà de persones vivint en cada habitatge era de 3,72 i el nombre mitjà de persones que vivien en cada família era de 4,06.
Per edats la població es repartia de la següent manera: un 35,2% tenia menys de 18 anys, un 9,4% entre 18 i 24, un 23,1% entre 25 i 44, un 20% de 45 a 60 i un 12,3% 65 anys o més.
L'edat mediana era de 31 anys. Per cada 100 dones de 18 o més anys hi havia 89 homes.
La renda mediana per habitatge era de 38.710 $ i la renda mediana per família de 38.266 $. Els homes tenien una renda mediana de 49.063 $ mentre que les dones 28.409 $. La renda per capita de la població era d'11.432 $. Aproximadament el 15,6% de les famílies i el 13,8% de la població estaven per davall del llindar de pobresa.

## Poblacions properes
El següent diagrama mostra les poblacions més properes.